# Кипятильник Франклина
Кипятильник Франклина — физический прибор, изготовленный из стекла, состоит из двух одинаковых стеклянных шаров, соединённых под прямым углом стеклянной трубкой, по которой жидкость может свободно перемещаться. Часть воздуха выкачана, благодаря чему внутри прибора образуется пониженное атмосферное давление, что позволяет жидкости вскипать при более низкой температуре. Кипение происходит от нагревания ладонью. Используется на уроках физики.